# Bazilika San Domenico, Perugia
Bazilika San Domenico je rimskokatoliška bazilika cerkev, ki se nahaja na trgu Giordano Bruno in via del Castellano v mestu Perugia, dežela Umbrija, osrednja Italija.

## Zgodovina
Cerkev z naslovom Pieve di Santo Stefano del Castellare je bila na tem mestu približno od 5. stoletja. Gradnja predhodnice sedanje cerkve, znane tudi kot San Domenico Vecchio, se je začela leta 1304 in je bila zgrajena nad že obstoječo cerkvijo, ki je postala neustrezna zaradi rasti dominikanskega reda. Po besedah Giorgia Vasarija jo je zasnoval Giovanni Pisano. Ta cerkev je bila posvečena leta 1459 in je imela postavitev, ki je bila podobna severnoevropskim tlorisom dvoranske cerkve.
Do leta 1614–1615 je postala cerkev San Domenico Vecchio dotrajana, pokazala je strukturne težave in grozil je propad. Izdelsni so bili novi načrti za obnovo. Pročelje cerkve ohranja portal iz poznega 16. stoletja in ima zdaj dvojno baročno stopnišče. Notranjost je v letih 1629–1632 prenovil Carlo Maderno in kaže podobnosti z Madernovo zasnovo ladje sv. Petra v Rimu, le da ima San Domenico majhna stranska okna.

## Opis
Od prejšnje cerkve San Domenico je ostalo nekaj drobcev: samostan (1455–1579), kapela svete Katarine in velika gotska rozeta (21 x 8,5 m) v bližini kora, ki sta ga izvedla Bartolomeo di Pietro in Mariotto di Nardo leta 1411. To okno je prikazano tudi na freski, ki je zdaj v Palazzo dei Priori v Perugii. Zvonik je v letih 1454–1500 zgradil langobardski arhitekt Gasperino di Antonio. Prvotno je bil višji od trenutnega videza , pozneje pa je bil zaradi stabilnosti zmanjšan.
Skozi stoletja so bila nekatera premična umetniška dela znotraj cerkve odstranjena. Še vedno vsebuje nagrobni spomenik papeža Benedikta XI. iz 14. stoletja, ki je umrl v Perugii leta 1304 (morda ga je izklesal učenec Arnolfo di Cambio ). V njej so še vedno oltar (1459) kapele rožnega venca Agostina di Duccia in lesene korne klopi iz poznega 14. stoletja. V cerkvi je bil nekoč tudi oltar iz Perugie (Guidalottijev poliptih) slikarja  Fra Angelica, zdaj v Galleria Nazionale dell'Umbria. V 19. stoletju je bil prepeljan v Pariz, nato vrnjen v Rim in kasneje pripeljan nazaj v Mestno galerijo, medtem ko je majhen del Guidalottijevega poliptiha še vedno v vatikanski Pinakoteki.
Kapela svete Katarine ima freske iz 14. in 15. stoletja.
Levi transept vodi v zakristijo, v oboku je freska San Domenico inGloria in v luneti epizode dominikanskega papeža Mattia Batinija. Stene so prekrite z vrstami portretov kardinalov reda. Avtor oltarne slike Madona z otrokom in svetniki je Benedetto Bandiere (18. stoletje). V hodniku, ki vodi do zakristije, visijo grafične rekonstrukcije primitivne gotske obleke bazilike, ki jo je v prejšnjem stoletju izdelal Ugo Tarchi.

## Muzej Benedikta XI.
V bližini zakristije cerkve San Domenico je bil leta 2019 odprt nov muzej, posvečen papežu Benediktu XI., da bi okrepil kompleks, s katerim je zgodovinsko povezan dominikanski papež; od tega je nagrobni spomenik v desnem transeptu. Tkanina, iz katere so bila izdelana oblačila (dalmatika in pluvijal), stara 8 stoletij, je del vrste panni tartarici, plemenitih svilenih tkanin s kovinskimi votki, proizvedenih v različnih središčih večetničnega Mongolskega cesarstva med 13. in 14. stoletjem; azijski suvereni so jih sprejeli kot statusni simbol, kasneje pa so po zaslugi trgovskega posredovanja tudi na krščanskem Zahodu postali simbol tako civilne kot verske moči.
Obnova, izvedena med letoma 2013 in 2017, je temu pričevanju srednjeveškega tekstilnega zaklada vrnila prvotni sijaj, eden najredkejših in najpomembnejših v Evropi.
Dominikanski muzej vključuje tudi dragocene italijanske svile s konca 13. in začetka 14. stoletja, tudi odlomke fresk Cole Petrucciolija (Orvieto, približno 1360 - Perugia, 1401), ki so okrasile apsido bazilike San Domenico.

## Samostan
Gradnja se je začela leta 1233 in se do leta 1700 razširila okoli dveh samostanov.
Od konca 13. stoletja gosti teološki študij.
Po združitvi Italije je bil v državni lasti, od leta 1797 pa so ga zasedle različne vojašnice, najprej francoska, nato savojska. Dominikancem so vrnili le del. Od leta 1952 sta v njem Arheološki muzej in Državni arhiv. 
V njem je bila knjižnica v stilu Michelozza iz 15. stoletja, podobna kot v samostanu v San Domenicu v Firencah: velika soba, razdeljena na tri ladje s stebri in kapiteli v travertinu. Trenutno se uporablja kot konferenčna soba. Iluminirani rokopisi, ki so bili nekoč tam, so danes digitalizirani in se hranijo v Narodni galeriji Umbrija. Dva majhna drobca srednjeveških fresk sta ostala v Arheološkem muzeju (v nekdanjih celicah proti vzhodu); ena iz poznogotske dobe s prostaško temo, ki prikazuje kolo sreče. Drug fragment sv. Katarina Sienska iz umbrijske šole iz 15. stoletja.
Kot dokaz, da je bil v samostanu sedež italijanske vojske, obstaja veličastna freska, ki se nahaja na območju, vrnjenem dominikancem, v zaprtem prostoru brez oken, ki se danes uporablja kot shramba in meji na kuhinjo. Pisanje na štirih stenah potrjuje hipotezo, da je bilo okolje kapela-svetišče, posvečeno neznanemu vojaku. Freska je spomin na padle, še vedno diskretno ohranjena, v spomin na veliko vojno. Avtor ni znan, iz slogovnih razlogov ga lahko datiramo med konec 1920-ih in začetek 1930-ih let, vendar nima nobenih simboličnih sklicev na fašizem, namesto tega je prisotna savojska zastava.